# José Nicolau de Azevedo Coutinho Gentil
José Nicolau de Azevedo Coutinho Gentil (Santa Engrácia, 30 de março de 1740 - Vila Viçosa, 1807 ?) foi um  prelado português da Igreja Católica, o primeiro bispo de Cuiabá e o segundo de Goiás.

## Biografia
Nascido em Santa Engrácia, entrou para a Ordem de São Bento de Avis em 1757. Foi feito diácono em 29 de setembro de 1763 e foi ordenado padre em 20 de outubro seguinte. Licenciou-se em direito canônico pela Universidade de Coimbra em 1771.
Após sua nomeação por Dona Maria I como bispo-prelado de Cuiabá em 23 de janeiro de 1782, foi confirmado pelo Papa Pio VI em 18 de julho de 1783, como Bispo-titular de Zoara e consagrado em 14 de dezembro do mesmo ano por Dom Frei Alexandre da Sagrada Família, O.F.M. Ref., bispo de Malaca, coadjuvado por Dom José da Avé-Maria Leite da Costa e Silva, O.SS.T., bispo de Angra e por Dom Domingos do Rosário, O.P., bispo de São Tomé e Príncipe.
Não chegou a viajar para a Sé e em 7 de março de 1788 foi nomeado como bispo-prelado de Goiás, mantendo as duas prelazias in persona episcopi. Também não viajou para a Sé de Goiás e, em 16 de maio de 1795, foi nomeado deão da Capela Real de Vila Viçosa.
Faleceu provavelmente em Vila Viçosa, em 1807, sem ter tomado posse canônica em nenhuma das Prelazias.